# Barbara Rudnik
Barbara Rudnik (27. července 1958, Wehbach an der Sieg, Německo – 23. května 2009, Wolfratshausen, Německo) byla německá herečka.

## Životopis
Barbara Rudnik se narodila v roce 1958 ve Wehbachu an der Sieg jako nejmladší ze tří dcer soustružníka a švadleny. Od roku 1968 žila v Kasselu, kde studovala na reálce. Poté pracovala nějaký čas v knihkupectví. V roce 1976 přišla do Mnichova, kde ji jako herečku objevili studenti Hochschule für Fernsehen und Film München (HFF München). V roce 1978 navštěvovala herecké kurzy v Zinner Studiu a v letech 1979 a 1980 se podílela na různých produkcích HFF München.
V osobním životě byli jejími partnery Bernd Eichinger, od roku 1995 do roku 2002 spisovatel Philipp Kreutzer a do dubna 2005 mnichovský restauratér a kuchař Karl Ederer.
26. dubna 2008 informovala média, že se Barbara Rudnik od prosince 2005 léčí s rakovinou prsu. V říjnu 2008 se účastnila spolu se svou přítelkyní, spisovatelkou Kerstin Cantz, čtení, při němž představily román Die Schmetterlingsjägerin. 23. května 2009 Barbara Rudnik svému onemocnění podlehla.

## Kariéra
Barbara Rudnik debutovala na filmovém plátně v roce 1981 ve filmu režisérky Beate Klöckner Kopfschuss. V témže roce se ještě účastnila natáčení filmu Jochena Richterse Am Ufer der Dämmerung uvedeného do kin v roce 1983. Současně účinkovala i v několika divadelních představeních. Další hlavní roli získala Barbara Rudnik ve filmu Anja televizní režisérky Wilmy Kottusch vysílaném společností Südwestfunk v roce 1983. V roce 1984 získala hlavní roli ve filmu Christopha Blumenberga Tausend Augen. Hlavní postava tohoto erotického thrilleru, studentka Gabriela, se snaží vydělat si peníze na cestu do Austrálie v peep show. Ve filmu spoluúčinkovali Armin Mueller-Stahl, Gudrun Landgrebe a Peter Kraus. Barbara Rudnik se stala žádanou filmovou a televizní herečkou.
V druhé polovině osmdesátých let ztvárnila hlavní role ve filmech Müllers Büro (režie Niki List), Der Unsichtbare (režie Ulf Miehe) a v televizních filmech produkovaných stanicí ZDF Für immer jung (Vivian Naefe) a Liebes Leben (Hartmut Griesmayr). Do francouzské kinematografie vstoupila filmy Douce France a La presqu'île s Gerardem Blainem. V roce 1992 se pak účastnila natáčení filmů Evasion a Chute Libre pro francouzskou televizi a účinkovala v roli východoněmecké učitelky Inge Scholl kriminálním dramatu Rotlicht a v roli Laure Petersen ve filmu Die schöne Feindin produkce ZDF.
V roce 1994 se objevila v televizním seriálu ZDF Die Stadtindianer a v roce 1995 v Blumenbergově epizodě seriálu Tatort Eine todsichere Falle. V témže roce ztvárnila roli Sabiny Amman ve filmu Der Sandmann (spoluúčinkoval Götz George), v roce 1996 v režii Nica Hofmanna roli Matky Elisabethy v novém televizním zpracování filmu Es geschah am hellichten Tag. V roce 1998 účinkovala opět po boku Götze Georgeho ve filmu Solo für Klarinette, opět v režii Nica Hofmanna. Koncem 90. let účinkovala ještě ve filmu In alter Freundschaft Dennise Satina, v epizodě Das Bombenspiel seriálu Ein starkes Team produkce ZDF a ve filmu Das Biest im Bodensee produkce RTL. V televizním thrilleru Gefährliche Wahrheit ztvárnila roli soudní lékařky.
V prvních letech nového století účinkovala v několika filmech převážně televizní produkce. V únoru 2002 převzala roli komisařky Simony Dreyer v kriminálním seriálu televize ARD Polizeiruf 110. V roce 2003 ztvárnila postavu manželky německého spolkového kancléře Willyho Brandta Rut Brandtové ve filmu Olivera Storze Im Schatten der Macht.
Po celou dobu účinkovala též jako divadelní herečka; podle vlastních slov si na divadle cenila jeho „zvláštní atmosféry“. Patřila k zakladatelům profesního svazu Bundesverband der Film- und Fernsehschauspieler založeného v dubnu 2006.

## Filmografie
- Kopfschuss, 1981
- Am Ufer der Dämmerung, 1983
- Anja (TV film), 1983
- Treffer, 1984

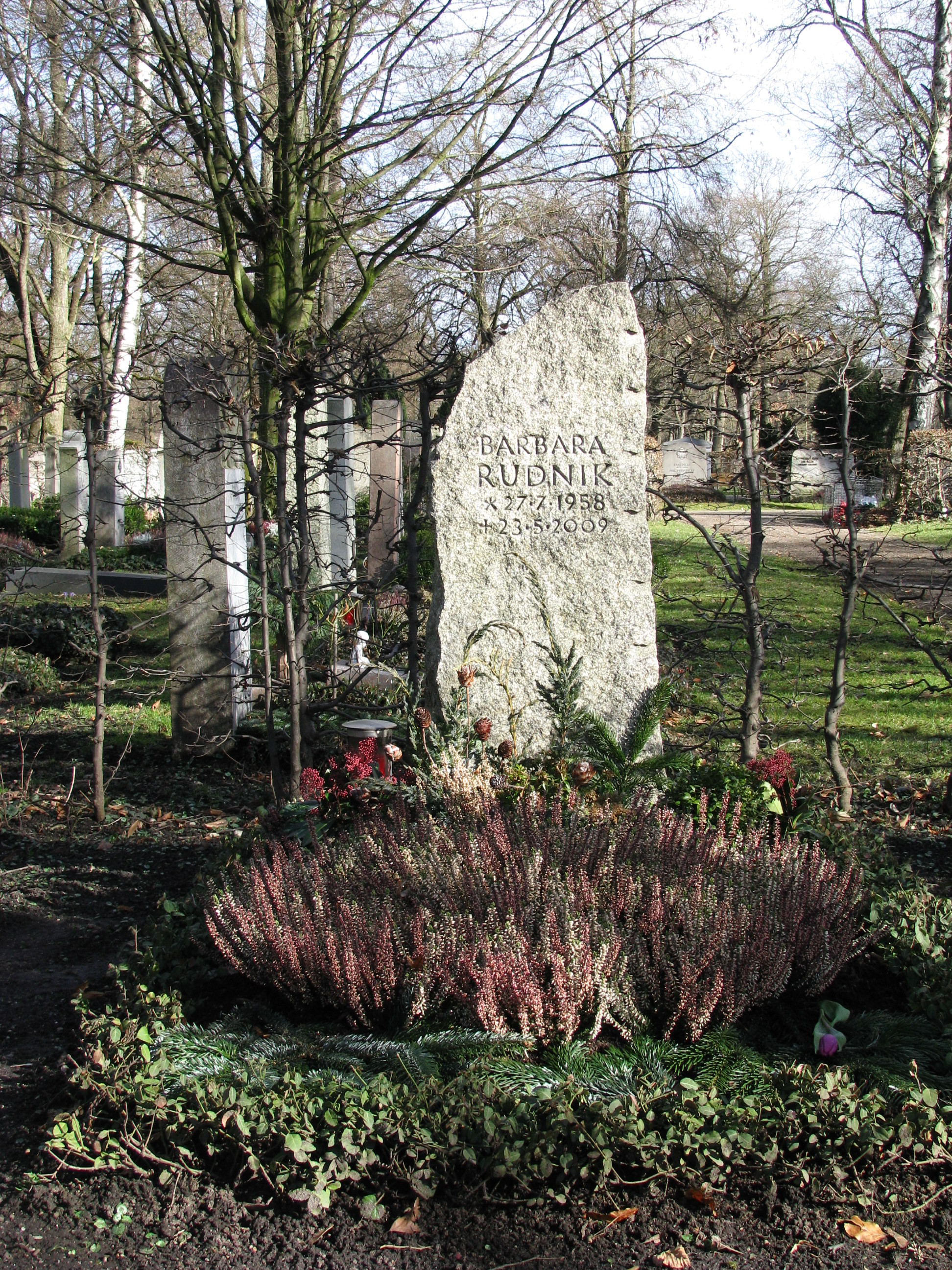
Hrob Barbary Rudnik

- Tausend Augen (spoluúčinkují Peter Kraus, Armin Mueller-Stahl, Karin Baal, Wim Wenders, Gudrun Landgrebe), 1984
- Funny Morgan (TV film), 1985
- Der Alte – Eine Tote auf Safari (TV film), 1985
- Irgendwie und Sowieso (televizní seriál), 1986
- Kein Alibi für eine Leiche, 1986
- Müllers Büro, 1986
- Der Fahnder (televizní seriál, 2 pokračování), 1986/1988
- Der Unsichtbare, 1987
- Peter Strohm (televizní seriál) – Die Mondscheinmänner (pokračování 4), 1989
- Ins Blaue, 1991
- Rotlicht (TV film), 1992
- Auf Achse (televizní seriál) – Spielerinnen (pokračování 72), 1992
- Der Sandmann (TV film), 1995
- Es geschah am hellichten Tag (TV film), 1996
- Der Parkhausmörder (TV film), 1996
- Ferkel Fritz (TV film), 1997
- In alter Freundschaft (TV film), 1997
- Der Campus (spoluúčinkují Heiner Lauterbach, Hans-Michael Rehberg, Martin Benrath), 1998
- Gefährliche Wahrheit (TV film), 1998
- Das Biest vom Bodensee (TV film) (režie Richard Huber; spoluúčinkují Julian Manuel; Bernhard Baron Boneberg), 1998
- Im Atem der Berge (TV film), 1998
- Solo für Klarinette (režie Nico Hofmann, spoluúčinkují Corinna Harfouch, Götz George), 1998
- Doppeltes Dreieck (TV film), 1999
- Komm, süßer Tod (spoluúčinkují Josef Hader, Simon Schwarz, Michael Schönborn, Bernd Michael Lade, Nina Proll, Karl Markovics), 2000
- Mein Leben gehört mir (TV film), 2000
- Nicht heulen, Husky (TV film), 2000
- Küss mich, Tiger! (TV film), 2001
- Das Geheimnis – Auf der Spur des Mörders (TV film), 2001
- Ghetto-Kids (TV film), 2002
- Tödliches Vertrauen (TV film, spoluúčinkuje Otto Sander), 2002
- Liebling, bring die Hühner ins Bett (TV film), 2002
- Im Schatten der Macht (TV film), 2003
- Solo für Schwarz (televizní seriál, 4 pokračování), 2003/2005-2007
- Die Leibwächterin (TV film), 2004
- Sehnsucht nach Liebe (TV film), 2004
- Oktoberfest (spoluúčinkuje Peter Lohmeyer), 2005
- Zwei Wochen für uns (spoluúčinkují Götz Schubert, Helmut Zierl), 2005
- Drei Schwestern made in Germany (TV film), 2005
- Der fremde Gast (TV film) (spoluúčinkují Dominic Raacke, Jasmin Schwiers, Antonio Wannek), 2006
- Commissario Laurenti (televizní seriál, 5 pokračování), 2006-2009
- Der geheimnisvolle Schwiegersohn (TV film) (spoluúčinkují Tobias Oertel, Florian Stetter, Diana Amft), 2007
- Keinohrhasen, 2007

## Zvukové knihy
- Renke Korn: Der Hausmann, 1985
- Martin Zykla: Bellende Hunde beißen, 2003
- Donna Woolfolk Cross: Die Päpstin, 2004
- Vicki Baum: Menschen im Hotel, 2006